# Маредид ап Грифид
Маре́дид ап Гри́фид (валл. Maredudd ap Gruffydd; 1130—1155) — правитель королевства Дехейбарт (1153—1155) в юго-западном Уэльсе.

## Биография
Маредид был старшим сыном Грифида ап Риса от Гвенллиан верх Грифид, но он не был старшим в семье, так как у него было два сводных старших брата: Анарауд и Каделл. Когда родители Маредида погибли, ему было всего шесть лет. Известно, что уже в 16 лет он помогал сводному брату Каделлу, тогда правившему Дехейбартом, в изгнании нормандцев из Кередигиона. Он успешно защитил от штурма замок Кармартена, сбросив со стен осадные лестницы.
В 1151 году он принимал заметное участие в отвоёвывании северного Кередигиона у Гвинеда. В том же году на Каделла, когда он был на охоте, напал нормандский отряд и бросил, посчитав мёртвым. Каделл выжил, но получил столь тяжкие увечья, что фактически правителем королевства стал Маредид. В 1153 году Каделл отправился в паломничество в Рим, оставив Маредида королём Дехейбарта.
Умер Маредид два года спустя, в 1155 году, и трон унаследовал его младший брат Рис ап Грифид, более известный как Лорд Рис.